# 3572 Leogoldberg
3572 Leogoldberg eller 1954 UJ2 är en asteroid i huvudbältet, som upptäcktes 28 oktober 1954 av Indiana Asteroid Program vid Indiana University Bloomington med Goethe Link Observatory. Asteroiden har fått sitt namn efter Leo Goldberg.
Asteroiden har en diameter på ungefär 9 kilometer.